# Sandon Stolle
Sandon Frederick Stolle (ur. 13 lipca 1970 w Sydney) – australijski tenisista, zwycięzca US Open 1998 w grze podwójnej, reprezentant kraju w Pucharze Davisa.
Jest synem Freda Stolle, zwycięzcy dziewiętnastu turniejów wielkoszlemowych.

## Kariera tenisowa
Jako zawodowy tenisista występował w latach 1991–2004.
W grze pojedynczej jego najlepszym wynikiem jest finał turnieju ATP World Tour w Nottingham z 1996 roku. Pojedynek finałowy przegrał z Janem Siemerinkiem 3:6, 6:7. Najwyższą pozycję w rankingu singlistów osiągnął w styczniu 1997 roku, 50. miejsce.
W grze podwójnej Stolle jest mistrzem US Open z roku 1998. W parze z Cyrilem Sukiem wyeliminowali w drodze po tytuł m.in. debel Todd Woodbridge–Mark Woodforde oraz Mahesh Bhupathi–Leander Paes, a w finale pokonali Marka Knowlesa i Daniela Nestora 4:6, 7:6, 6:2. Ponadto jest finalistą US Open 1995 (grał w parze z Alexem O’Brienem), French Open 2000 (z Paulem Haarhuisem) oraz Wimbledonu 2000 (z Paulem Haarhuisem). Łącznie w rozgrywkach deblowych ATP World Tour Stolle wygrał 22 turnieje oraz 29 razy grał w finałach. Na początku marca 2001 roku był sklasyfikowany na 2. miejscu w indywidualnym zestawieniu deblistów.
W roku 1997 zadebiutował w reprezentacji Australii w Pucharze Davisa. Najlepszym wynikiem Stolle'a z zespołem jest finał rozgrywek z roku 2000, kiedy to Australijczycy ulegli Hiszpanom 1:3. W barwach narodowych rozegrał 6 meczów, z których 2 wygrał.
W sezonie 1999 był w składzie zespołu, który wygrał Drużynowy Puchar Świata. W finale Australijczycy pokonali Szwecję 2:1.

### Finały w turniejach ATP World Tour
| Legenda                                      |
| -------------------------------------------- |
| Wielki Szlem                                 |
| Igrzyska olimpijskie                         |
| Tennis Masters Cup / ATP Finals              |
| ATP Masters Series / ATP Tour Masters 1000   |
| ATP International Series Gold / ATP Tour 500 |
| ATP International Series / ATP Tour 250      |

#### Gra pojedyncza (0–1)
| Końcowy wynik | Nr | Data            | Turniej    | Nawierzchnia | Przeciwnik    | Wynik finału |
| ------------- | -- | --------------- | ---------- | ------------ | ------------- | ------------ |
| Finalista     | 1. | 23 czerwca 1996 | Nottingham | Trawiasta    | Jan Siemerink | 3:6, 6:7(0)  |

#### Gra podwójna (22–29)
| Końcowy wynik | Nr  | Data                 | Turniej            | Nawierzchnia    | Partner           | Przeciwnicy                             | Wynik finału        |
| ------------- | --- | -------------------- | ------------------ | --------------- | ----------------- | --------------------------------------- | ------------------- |
| Zwycięzca     | 1.  | 25 października 1992 | Tajpej             | Dywanowa (hala) | John Fitzgerald   | Patrick Baur Christo Van Rensburg       | 7:6, 6:2            |
| Zwycięzca     | 2.  | 16 stycznia 1993     | Sydney             | Twarda          | Jason Stoltenberg | Luke Jensen Murphy Jensen               | 6:3, 6:4            |
| Finalista     | 1.  | 28 lutego 1993       | Scottsdale         | Twarda          | Luke Jensen       | Mark Keil Dave Randall                  | 5:7, 4:6            |
| Finalista     | 2.  | 18 kwietnia 1993     | Hongkong           | Twarda          | Jason Stoltenberg | Todd Woodbridge Mark Woodforde          | 1:6, 3:6            |
| Zwycięzca     | 3.  | 16 stycznia 1994     | Sydney             | Twarda          | Darren Cahill     | Mark Kratzmann Laurie Warder            | 6:1, 7:6            |
| Finalista     | 3.  | 27 lutego 1994       | Scottsdale         | Twarda          | Alex O’Brien      | Jan Apell Ken Flach                     | 0:6, 4:6            |
| Zwycięzca     | 4.  | 3 kwietnia 1994      | Osaka              | Twarda          | Martin Damm       | David Adams Andriej Olchowski           | 6:4, 6:4            |
| Zwycięzca     | 5.  | 14 sierpnia 1994     | Cincinnati         | Twarda          | Alex O’Brien      | Wayne Ferreira Mark Kratzmann           | 6:7, 6:3, 6:2       |
| Finalista     | 4.  | 12 lutego 1995       | San Jose           | Twarda (hala)   | Alex O’Brien      | Jim Grabb Patrick McEnroe               | 6:3, 5:7, 0:6       |
| Finalista     | 5.  | 14 maja 1995         | Pinehurst          | Ceglana         | Alex O’Brien      | Todd Woodbridge Mark Woodforde          | 2:6, 4:6            |
| Finalista     | 6.  | 31 lipca 1995        | Montreal           | Twarda          | Brian MacPhie     | Jewgienij Kafielnikow Andriej Olchowski | 4:6, 4:6            |
| Finalista     | 7.  | 9 września 1995      | US Open, Nowy Jork | Twarda          | Alex O’Brien      | Todd Woodbridge Mark Woodforde          | 3:6, 3:6            |
| Finalista     | 8.  | 14 stycznia 1996     | Sydney             | Twarda          | Patrick McEnroe   | Ellis Ferreira Jan Siemerink            | 7:5, 4:6, 1:6       |
| Finalista     | 9.  | 14 kwietnia 1996     | Nowe Delhi         | Twarda          | Byron Black       | Jonas Björkman Nicklas Kulti            | 6:4, 4:6, 4:6       |
| Finalista     | 10. | 11 sierpnia 1996     | Cincinnati         | Twarda          | Cyril Suk         | Mark Knowles Daniel Nestor              | 6:3, 3:6, 4:6       |
| Zwycięzca     | 6.  | 20 października 1996 | Ostrawa            | Dywanowa (hala) | Cyril Suk         | Ján Krošlák Karol Kučera                | 7:6, 6:3            |
| Finalista     | 11. | 16 lutego 1997       | Dubaj              | Twarda          | Cyril Suk         | Sander Groen Goran Ivanišević           | 6:7, 3:6            |
| Finalista     | 12. | 23 lutego 1997       | Antwerpia          | Twarda (hala)   | Cyril Suk         | David Adams Olivier Delaître            | 6:3, 1:6, 2:6       |
| Finalista     | 13. | 15 czerwca 1997      | Londyn             | Trawiasta       | Cyril Suk         | Mark Philippoussis Patrick Rafter       | 2:6, 6:4, 5:7       |
| Zwycięzca     | 7.  | 12 lipca 1998        | Newport            | Trawiasta       | Doug Flach        | Scott Draper Jason Stoltenberg          | 6:2, 4:6, 7:6       |
| Zwycięzca     | 8.  | 2 sierpnia 1998      | Los Angeles        | Twarda          | Patrick Rafter    | Jeff Tarango Daniel Vacek               | 6:4, 6:4            |
| Zwycięzca     | 9.  | 11 września 1998     | US Open, Nowy Jork | Twarda          | Cyril Suk         | Mark Knowles Daniel Nestor              | 4:6, 7:6, 6:2       |
| Zwycięzca     | 10. | 14 lutego 1999       | Dubaj              | Twarda          | Wayne Black       | David Adams John-Laffnie de Jager       | 4:6, 6:1, 6:4       |
| Finalista     | 14. | 7 marca 1999         | Scottsdale         | Twarda          | Mark Knowles      | Justin Gimelstob Richey Reneberg        | 4:6, 7:6(4), 3:6    |
| Zwycięzca     | 11. | 14 marca 1999        | Indian Wells       | Twarda          | Wayne Black       | Ellis Ferreira Rick Leach               | 7:6(4), 6:3         |
| Zwycięzca     | 12. | 28 marca 1999        | Miami              | Twarda          | Wayne Black       | Boris Becker Jan-Michael Gambill        | 6:1, 6:1            |
| Zwycięzca     | 13. | 17 października 1999 | Wiedeń             | Twarda (hala)   | David Prinosil    | Piet Norval Kevin Ullyett               | 6:3, 6:4            |
| Finalista     | 15. | 24 października 1999 | Lyon               | Dywanowa (hala) | Wayne Ferreira    | Piet Norval Kevin Ullyett               | 6:4, 6:7(5), 6:7(4) |
| Finalista     | 16. | 10 stycznia 2000     | Adelaide           | Twarda          | Lleyton Hewitt    | Todd Woodbridge Mark Woodforde          | 4:6, 2:6            |
| Finalista     | 17. | 16 stycznia 2000     | Sydney             | Twarda          | Lleyton Hewitt    | Todd Woodbridge Mark Woodforde          | 5:7, 4:6            |
| Finalista     | 18. | 26 marca 2000        | Indian Wells       | Twarda          | Paul Haarhuis     | Alex O’Brien Jared Palmer               | 4:6, 6:7(5)         |
| Finalista     | 19. | 23 kwietnia 2000     | Monte Carlo        | Ceglana         | Paul Haarhuis     | Wayne Ferreira Jewgienij Kafielnikow    | 3:6, 6:2, 1:6       |
| Finalista     | 20. | 30 kwietnia 2000     | Barcelona Open     | Ceglana         | Paul Haarhuis     | Nicklas Kulti Mikael Tillström          | 2:6, 7:6(2), 6:7(5) |
| Finalista     | 21. | 21 maja 2000         | Hamburg            | Ceglana         | Wayne Arthurs     | Todd Woodbridge Mark Woodforde          | 7:6(4), 4:6, 3:6    |
| Finalista     | 22. | 10 czerwca 2000      | French Open, Paryż | Ceglana         | Paul Haarhuis     | Todd Woodbridge Mark Woodforde          | 6:7(7), 4:6         |
| Finalista     | 23. | 25 czerwca 2000      | ’s-Hertogenbosch   | Trawiasta       | Paul Haarhuis     | Martin Damm Cyril Suk                   | 4:6, 7:6(5), 6:7(5) |
| Finalista     | 24. | 8 lipca 2000         | Wimbledon, Londyn  | Trawiasta       | Paul Haarhuis     | Todd Woodbridge Mark Woodforde          | 3:6, 4:6, 1:6       |
| Zwycięzca     | 14. | 30 lipca 2000        | Los Angeles        | Twarda          | Paul Kilderry     | Jan-Michael Gambill Scott Humphries     | walkower            |
| Zwycięzca     | 15. | 20 sierpnia 2000     | Indianapolis       | Twarda          | Lleyton Hewitt    | Jonas Björkman Maks Mirny               | 6:2, 3:6, 6:3       |
| Zwycięzca     | 16. | 12 listopada 2000    | Lyon               | Dywanowa (hala) | Paul Haarhuis     | Ivan Ljubičić Jack Waite                | 6:1, 6:7, 7:6       |
| Zwycięzca     | 17. | 14 stycznia 2001     | Sydney             | Twarda          | Daniel Nestor     | Jonas Björkman Todd Woodbridge          | 2:6, 7:6(4), 7:6(5) |
| Zwycięzca     | 18. | 4 marca 2001         | Dubaj              | Twarda          | Joshua Eagle      | Daniel Nestor Nenad Zimonjić            | 6:4, 6:4            |
| Finalista     | 25. | 13 maja 2001         | Rzym               | Ceglana         | Daniel Nestor     | Wayne Ferreira Jewgienij Kafielnikow    | 4:6, 6:7(6)         |
| Finalista     | 26. | 20 maja 2001         | Hamburg            | Ceglana         | Daniel Nestor     | Jonas Björkman Todd Woodbridge          | 6:7(2), 6:3, 3:6    |
| Zwycięzca     | 19. | 17 czerwca 2001      | Halle              | Trawiasta       | Daniel Nestor     | Maks Mirny Patrick Rafter               | 6:4, 6:7(5), 6:1    |
| Zwycięzca     | 20. | 7 października 2001  | Moskwa             | Dywanowa (hala) | Maks Mirny        | Mahesh Bhupathi Jeff Tarango            | 6:3, 6:0            |
| Zwycięzca     | 21. | 21 października 2001 | Stuttgart          | Twarda (hala)   | Maks Mirny        | Ellis Ferreira Jeff Tarango             | 7:6, 7:6(4)         |
| Finalista     | 27. | 13 stycznia 2002     | Sydney             | Twarda          | Joshua Eagle      | Donald Johnson Jared Palmer             | 4:6, 4:6            |
| Finalista     | 28. | 3 marca 2002         | Dubaj              | Twarda          | Joshua Eagle      | Mark Knowles Daniel Nestor              | 6:3, 3:6, 11–13     |
| Finalista     | 29. | 6 października 2002  | Moskwa             | Dywanowa (hala) | Joshua Eagle      | Roger Federer Maks Mirny                | 4:6, 6:7(0)         |
| Zwycięzca     | 22. | 13 października 2002 | Wiedeń             | Twarda (hala)   | Joshua Eagle      | Jiří Novák Radek Štěpánek               | 6:4, 6:3            |